# Kevin Gulliksen
Kevin Maagerø Gulliksen (* 9. November 1996 in Oslo) ist ein norwegischer Handballspieler.

## Karriere

### Verein
Der 1,80 Meter große Rechtsaußen begann in seiner Geburtsstadt Oslo bei Oppsal Håndball mit dem Handballspielen, bevor er zu Bækkelagets SK wechselte. Zur Saison 2017/18 verpflichtete ihn der norwegische Meister Elverum Håndball, mit dem er in der Champions League spielt. Von 2018 bis 2021 lief er für den deutschen Bundesligisten GWD Minden auf. Ab der Saison 2021/22 spielte er bei Frisch Auf Göppingen. Im Sommer 2023 schloss er sich dem dänischen Erstligisten Team Tvis Holstebro an. Im Sommer 2025 kehrte er zu Elverum Håndball zurück.

### Nationalmannschaft
Gulliksen nahm mit der norwegischen Jugendnationalmannschaft an den Olympischen Jugend-Sommerspielen 2014 in Nanjing teil, wo er die Bronzemedaille gewann. In der norwegischen Nationalmannschaft debütierte er am 8. Juni 2017 gegen Island. Er hat insgesamt 45 Spiele für die Jugend- und Junioren-Mannschaften seines Landes absolviert und dabei 129 Tore erzielt.
Für die A-Nationalmannschaft bestritt er bislang 103 Länderspiele, in denen er 178 Treffer erzielte. Mit Norwegen wurde er 2019 Vize-Weltmeister und gewann bei der Europameisterschaft 2020 die Bronzemedaille. Mit Norwegen erreichte er bei den Olympischen Spielen in Tokio das Viertelfinale. An der Weltmeisterschaft 2023 nahm er ebenfalls teil.